# Aleksandr Raspletin
Aleksandr Andréevich Raspletin (en ruso: Алекса́ндр Андре́евич Распле́тин, 1908-1967), fue un científico ruso de la etapa soviética, pionero en los campos de la radioingeniería y de la electrónica en su país, y miembro de la Academia Nacional de Ciencias de la Unión Soviética.
Trabajó en las áreas de la técnica de la televisión, del radar, y de los primeros sistemas de guiado de misiles antiaéreos, siendo uno de los principales artífices de la nueva área de la ciencia y de la técnica de los sistemas de guiado por radio control.

## Biografía
Raspletin nació el 25 de agosto de 1908 en Rýbinsk (en el actual Óblast de Yaroslavl). Tenía dos hermanas menores, llamadas Dmitria y Nikolaia.
Era hijo de Andréi (dueño de una tienda de confección, fusilado en el verano de 1918 al ser confundido por los bolcheviques con su hermano fugitivo durante la represión que siguió al alzamiento de Yaroslavl); y de María (operadora telefónica y ama de casa).
Entre 1918 y 1926 estudió en la escuela Lunacharsky, donde mostró gran interés por las matemáticas, la química, y la física, siendo atraído ya en la escuela secundaria por las prácticas con la electricidad y la radio.
Después de la legalización del movimiento de radioaficinados y la publicación de la primera revista popular sobre el tema en la URSS, fundó y dirigió la escuela "Radiocírculo", fabricando su primera radio de diseño propio. En 1925 se convirtió en miembro de la Oficina Municipal de la Sociedad de Amigos de la Radio (IDR), en la que presidió la sección de ondas cortas (1926-1929). Fue uno de los primeros radioaficionados registrados oficialmente en Rýbinsk. En 1928 construyó un teléfono-telégrafo transmisor y trabajó activamente estableciendo radiocomunicaciones con muchos países del mundo, conociendo en Moscú a numerosos expertos reconocidos en el ámbito de las radiocomunicaciones. La fascinación de Raspletin por la radio contribuyó decisivamente a determinar la dirección de sus futuras actividades.
En 1926, después de graduarse de la escuela secundaria, comenzó a trabajar como fogonero en la central eléctrica de la ciudad, de donde pasaría a ser electricista y jefe de un taller de meterial radioeléctrico.
En la década de 1930 se trasladó de Rýbinsk a Leningrado, donde empezó a trabajar en un laboratorio en el que se investigaba sobre resonadores de cuarzo. También se matriculó en las clases nocturnas de la Universidad Electrotécnica. Poco después, su centro de trabajo quedó integrado en el Laboratorio Central de Radio, en el que desarrolló sus primeras realizaciones sobre el tema de la aplicación de los resonadores de cuarzo.
En 1931 se casó con su compañera de trabajo del laboratorio, Olga Tveritinov.
En 1932 terminó sus estudios en la escuela de peritaje, y comenzó a ocuparse de la mejora de los sistemas primero mecánicos y luego electrónicos de la televisión, convirtiéndose posteriormente en el líder del grupo.
En 1936 terminó su trabajo sobre los "Esquemas Eléctricos de la Exploración y de la Sincronización en Aparatos de Alta Calidad de Televisión". Junto con V. K. Kenigsonom, dirigió el desarrollo del primer receptor de televisión aérea soviético, el RMC (Unión Radio). Trabajó en equipos de televisión para la aviación en el bienio 1938-1940, ideando los televisores TE-1 con un tamaño de pantalla de 1,0 a 1,2 m y TE-2 con un tamaño de pantalla de hasta 2 x 3 m, basados en los esquemas propuestos en 1940 y 1941. Para ello tuvo que resolver numerosos y complejos problemas relacionados con áeas poco estudiadas de la electrónica. Antes de la guerra, ya contaba con alrededor de una docena de certificados de sus invenciones.
Durante la Segunda Guerra Mundial intervino en la defensa de la ciudad de Leningrado cercada por el ejército alemán (en cuyo largo asedio murió su esposa). Participó en el mantenimiento de las comunicaciones radiofónicas en VHF con el mando ruso, y en la organización de las emisiones de radio locales que intentaban mantener la moral de la población sitiada. En enero de 1942 se diseñó y construyó un sistema de televisión para el radar "Reducto-5" en la sede del 2.º Cuerpo de Defensa Antiaérea del frente de Leningrado.
Tras la muerte de su esposa y de su madre en la ciudad sitiada, Raspletin fue evacuado el 26 de febrero de 1942 por el estrecho corredor controlado por los rusos (denominado "el camino de la vida"), siendo trasladado a la ciudad de Krasnoyarsk en el Asia Central. Por su comportamiento durante el sitio de la ciudad fue galardonado con la Medalla por la Defensa de Leningrado.
En 1942 prosiguió con su trabajo en radares militares. En paralelo a la implantación del sistema de radar británico "Monica", Raspletin dirigió el desarrollo del sistema de radar soviético denominado "TONO". El radar "TONO-2" entró en producción a finales de 1944. Los sistemas embarcados de radar de superficie, se utilizaron con éxito en el sitio de Breslavia.
Después de la terminación de la guerra, comenzó un período de rápido desarrollo del radar. Raspletin visitó la zona soviética de ocupación de Alemania y estudió la tecnología del radar alemana y sus medios de guerra electrónica.
Desde 1946 fue el jefe de diseño del radar terrestre de artillería СНАР-1 (a cargo del GRAU), capaz de detectar un solo soldado a distancias de hasta 5 km, un coche hasta a 16 km, o un destructor a 35 km. Raspletin y N. N. Alekseevim fueron galardonados con el premio Stalin por este logro.
En el verano de 1946, recibió en su laboratorio las primeres imágenes de televisión con la descomposición de 625 líneas y 50 fotogramas, preparando los primeros televisores de las series T-1 y T-2, basados en la nueva norma soviética de 1945 (Gost 78-45), en cuya creación participó. El estándar de televisión soviético 625/50 recibió posteriormente reconocimiento mundial, perdurando hasta la generalización de los sistemas de televisión digital a finales del siglo XX.
El 7 de marzo de 1947 obtuvo su titulación como candidato en ciencias técnicas.
En 1950 fue nombrado jefe adjunto del departamento de desarrollo del sistema de radar "Berkut" en la Oficina Central de diseño de Almaz.
En esta realización fue diseñada y aplicada exitosamente la revolucionaria idea de crear el primer radar multifuncional y multicanal, el B-200, capaz de orientar y de guiar individualmente hasta 20 misiles de forma simultánea hacia sus objetivos en un sector del espacio aéreo de 60°х60°. Este sistema no fue superado hasta 30 años después en su versión posterior denominada S-300 (después de la introducción del sistema de radar FAROS).
En mayo de 1953, después de la detención de S. L. Beria y de la destitución P. N. Кuksenko, Raspletin fue nombrado oficialmente diseñador jefe de sistemas del proyecto "Berkut", que pasó a llamarse S-25. Posteriormente pasó a dirigir todos los trabajos antiaéreos del Kb-1. En 1956 se le otorgó el grado de doctor en ciencias técnicas, y en 1958 resultó elegido miembro correspondiente de la Academia de Ciencias de la URSS.
Bajo la dirección de Raspletin en el Kb-1 fueron diseñados los mundialmente conocidos sistemas utilizados por las Fuerzas de Defensa Aérea de la URSS. Además de la defensa aérea, Raspletin también participó en el campo de los sistemas de intercepción antimisil (S-225 "Azov"), y en colaboración con Vladímir Cheloméi participó en la creación de armas espaciales.
El 1 de marzo de 1967 sufrió un derrame cerebral, falleciendo el 8 de marzo de 1967. Está enterrado en Moscú, en el cementerio Novodévichi.

## Reconocimientos
- Una vez cada tres años se otorga la medalla de oro y el Premio A. A. Raspletin, reconociendo alguna labor destacada en el ámbito de la radiotecnia.
- Una dependencia de la Oficina Central de diseño de Almaz lleva su nombre.
- En 1976, la Unión Astronómica Internacional denominó en su memoria el cráter lunar Raspletin,[18] situado en la cara oculta de la Luna.

## Premios
- Héroe del Trabajo Socialista (1956)
- Premio Stalin de segundo grado (1951) por el desarrollo de nuevo instrumental
- Premio Lenin (1958).
- Orden de Lenin.
- Medalla por la Defensa de Leningrado
- Medalla al Valor en la Gran Guerra Patriótica de 1941-1945
- Operador de Radio Honorario